# Lucio Corsi
Lucio Corsi (ur. 15 października 1993 w Grosseto) – włoski piosenkarz, kompozytor i autor tekstów. Reprezentant Włoch w 69. Konkursie Piosenki Eurowizji (2025).

## Życiorys
Urodził się w Grosseto, a wychowywał w Val di Campo w pobliżu Vetulonii. Jest synem malarki Nicoletty Rabiti i Marco Corsiego, który w przeszłości pracował m.in. jako murarz czy rzemieślnik wyrobów skórzanych. Od najmłodszych lat interesował się muzyką, grając w lokalnych zespołach jako gitarzysta. W 2012 roku, po ukończeniu liceum, przeniósł się do Mediolanu, gdzie rozpoczął solową karierę muzyczną.

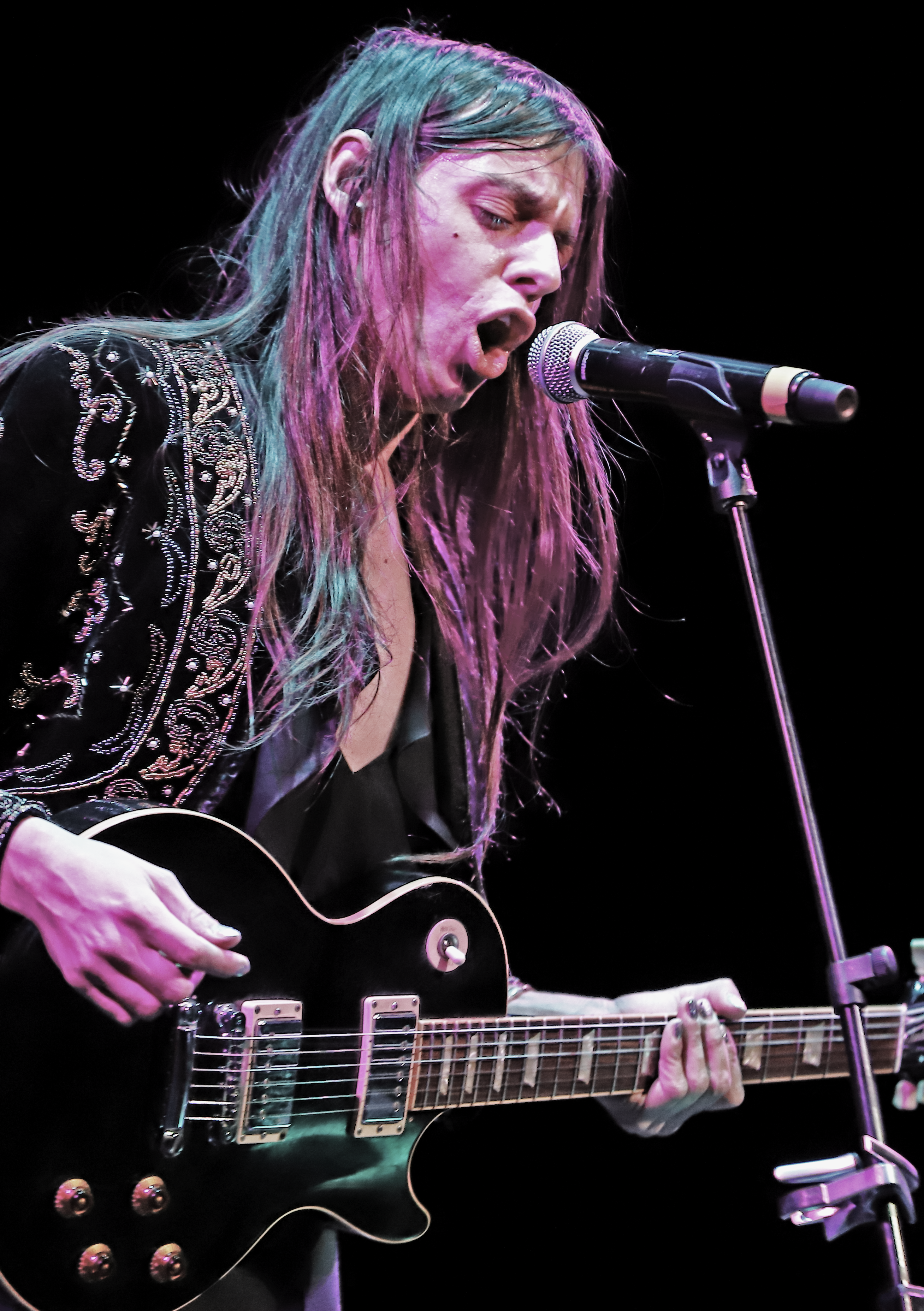
Corsi podczas koncertu (2020)

Odpowiednio w 2014 i 2015 roku wydał swoje pierwsze EP-ki, Vetulonia Dakar i Altalena Boy, które zostały później połączone w jeden, debiutancki album Altalena Boy/Vetulonia Dakar, wydany w 2015. W 2017 wydał drugi album Bestiario musicale, który samodzielnie napisał, skomponował i zaaranżował. W 2019 roku podpisał kontrakt z wytwórnią Sugar Music i wydał singel „Cosa faremo da grandi?”, który zapowiadał album o tym samym tytule – płyta ukazała się w 2020 roku. W 2023 wydał swój czwarty album La gente che sogna, a następnie w czerwcu tego roku wystąpił jako support przed koncertem zespołu The Who na festiwalu Firenze Rocks. Na przestrzeni swojej kariery często współpracował z muzykiem, producentem muzycznym i reżyserem teledysków Tommaso Ottomano.
W 2025 z utworem „Volevo essere un duro” współautorstwa Ottomano brał udział w 75. Festiwalu Piosenki Włoskiej w San Remo, podczas którego otrzymał nagrodę krytyków Festiwalu Piosenki Włoskiej im. Mii Martini, ostatecznie zajmując drugie miejsce zdobywszy w klasyfikacji finalnej zaledwie 0,45% not mniej od zwycięzcy, Olliego. Po odmowie przyjęcia przez Olliego zaproszenia do reprezentowania Włoch w Konkursie Piosenki Eurowizji 2025 w Bazylei, to Corsi otrzymał tę propozycję, którą zaakceptował. W marcu 2025 roku wydał swój piąty album o tym samym tytule, co jego eurowizyjny singel.

## Styl muzyczny i inspiracje
Twórczość Corsiego charakteryzuje się połączeniem folk-popu, glam rocka oraz autorskiego stylu, inspirowanego artystami takimi jak Genesis, David Bowie, Flavio Giurato i Ivan Graziani.

## Dyskografia

### Albumy
| Rok  | Dane dot. albumu | Najwyższa pozycja na liście |
| Rok  | Dane dot. albumu | ITA                         |
| ---- | --- | --------------------------- |
| 2017 | Bestiario musicale - Wydany: 27 stycznia 2017 - Wytwórnia: Picicca Dischi - Format: LP, digital download, streaming       | 82                          |
| 2020 | Cosa faremo da grandi? - Wydany: 17 stycznia 2020 - Wytwórnia: Sugar Music - Formaty: CD, LP, digital download, streaming | 23                          |
| 2023 | La gente che sogna - Wydany: 21 kwietnia 2023 - Wytwórnia: Sugar Music - Formaty: CD, LP, digital download, streaming     | 37                          |

### Minialbumy
| Rok  | Dane dot. minialbumu                                                                                              |
| ---- | --- |
| 2014 | Vetulonia Dakar - Wydany: 29 kwietnia 2014 - Wytwórnia: Picicca Dischi - Formaty: CD, digital download, streaming |
| 2015 | Altalena Boy - Wydany: 16 stycznia 2015 - Wytwórnia: Picicca Dischi - Formaty: Digital download, streaming        |

### Single
| Rok                                                      | Tytuł                                       | Najwyższe pozycje na listach | Najwyższe pozycje na listach | Album                  |
| Rok                                                      | Tytuł                                       | ITA                          | SWI                          | Album                  |
| -------------------------------------------------------- | ------------------------------------------- | ---------------------------- | ---------------------------- | ---------------------- |
| 2019                                                     | „Cosa faremo da grandi?”                    | 60                           | –                            | Cosa faremo da grandi? |
| 2020                                                     | „Freccia Bianca”                            | –                            | –                            | Cosa faremo da grandi? |
| 2020                                                     | „Trieste”                                   | 85                           | –                            | Cosa faremo da grandi? |
| 2023                                                     | „Astronave giradisco/La bocca della verità” | –                            | –                            | La gente che sogna     |
| 2023                                                     | „Magia nera/Orme”                           | –                            | –                            | La gente che sogna     |
| 2023                                                     | „Radio Mayday”                              | –                            | –                            | La gente che sogna     |
| 2024                                                     | „Tu sei il mattino”                         | 42                           | –                            | Volevo essere un duro  |
| 2025                                                     | „Volevo essere un duro”                     | 3                            | 35                           | Volevo essere un duro  |
| „–” oznacza, że singel nie był notowany na danej liście. |                                             |                              |                              |                        |